# 勒内·科蒂
勒内·朱尔·古斯塔夫·科蒂（法語：René Jules Gustave Coty，發音：[ʁəne ʒyl ɡystav kɔti]；1882年3月20日—1962年11月22日) 他是法兰西第四共和国第二个也是最后一个总统（1954年到1959年）。

## 早期生涯

### 早年
1882年出生于勒阿弗尔，1902年毕业于卡昂-诺曼底大学，获得法律与哲学学位。他在他的家乡勒阿弗尔当过律师，专门从事海事法和商法。

### 从政
他作为一名激进党成员，并于1907年当选为区议员，开始参与政治。第二年，他以共和派左翼集团成员当选为勒阿弗尔公共理事会委员，任至1919年。他还任下塞纳省委员会委员（1913－1942），1932年任委员会副主席。
第一次世界大战爆发，科蒂参加军队，进入第129步兵团。他参加了凡尔登战役。在1923年科蒂进入国民议会下议院，接替朱尔·西格弗里德为下塞纳省议员。在这个时期他已经离开激进党，成为共和党联盟的成员，他站在左翼共和党人一边，专长于处理海上运输和政府改革事务。1930年12月13日他在特奥多尔·斯梯格政府担任负责内政事务的国务次卿。
1936年科蒂当选为参议院下塞纳省参议员，作为议员他在1940年7月10日投票给予菲利普·贝当特别权力，以便维希政府与纳粹德国议和。
二战期间科蒂在政治上相对不活跃。

### 战后
1944－1946年科蒂是制宪国民大会成员，担任全国独立人士与农民中心主席，该党后来成为全国独立人士与农民中心。
1946年科蒂再次当选为国民议会下塞纳省议员，1947年11月到1948年9月，他在罗贝尔·舒曼和安德烈·马里政府担任重建和城市规划部长。1948年11月科蒂当选参议院参议员，1952年担任副议长。

## 总统
1953年科蒂站参加总统竞选，右翼的约瑟夫·拉涅尔未能获得绝对多数，在另一个右翼候选人路易·雅基诺退出竞选后，代表中右翼的科蒂与马塞尔-埃德蒙·内热朗在1953年12月23日进行十三次投票，最终以477票对329票胜出。1954年1月16日接替樊尚·奥里奥尔出任总统。
作为第四共和国的总统，科蒂在政策影响上比他的前任还不活跃。他的总统任期内困扰重重，第四共和国政治的不稳定和阿尔及利亚的问题。不断深化的危机最終在1958年5月29日，科蒂任命前總統戴高乐担任第四共和国最后一位总理。科蒂曾威胁左派控制的国民议会，如果戴高乐的任命不批准他将辞职。
戴高乐起草了新宪法，在1958年9月28日的一次全民公决中，79.2%的人投票支持该提案，它导致了第五共和国诞生。戴高乐在12月当选为第五共和国的首任总统，科蒂于1959年1月9日卸任退休。科蒂从1959年直到1962年去世一直是宪法委员会的成员。

## 流行文化
科蒂总统的照片在2006年法国间谍片OSS 117:开罗，间谍之巢被恶搞。